# Pfarrkirche Offenhausen (Oberösterreich)

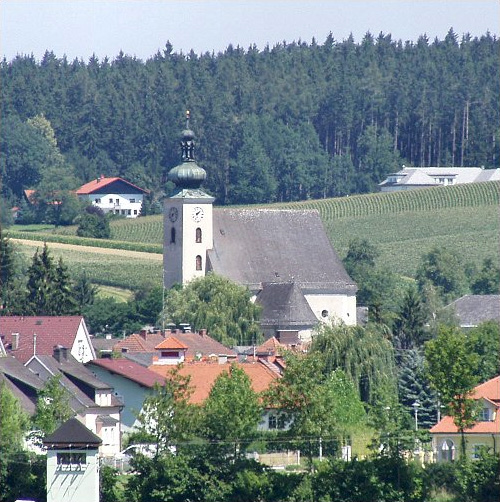
Pfarrkirche St. Stephanus

Die römisch-katholische Pfarrkirche Offenhausen steht im Ort Offenhausen in der Marktgemeinde Offenhausen im Bezirk Wels-Land in Oberösterreich. Die auf den heiligen Stephanus geweihte Kirche gehört zum Dekanat Gaspoltshofen in der Diözese Linz. Die Kirche und die ehemalige Friedhofsfläche stehen unter Denkmalschutz (Listeneintrag).

## Baugeschichte
Die Erbauung der Kirche mit ihrem heute 36 Meter hohen Kirchturm lässt sich historisch nicht mehr klar fassen. Das Patronat zum Heiligen Stephanus deutet darauf hin, dass die Pfarre von Passau aus gegründet wurde. Eine erste Kirche dürfte in Offenhausen um das Jahr 1000 errichtet worden sein. 1359 wird Offenhausen erstmals als eigene Pfarre schriftlich erwähnt. Die beiden Seitenkapellen (erbaut 1428 bzw. 1443) waren offensichtlich im ursprünglichen Kirchenplan nicht vorgesehen, sonst wären sie nicht hinten, sondern vorne angebaut worden. Somit scheint es gewiss, dass der Hauptbau eines gotischen Kirchengebäudes weit hinter das Jahr 1428 zurückreicht.
Im Jahr 1620 – während des Dreißigjährigen Krieges – wurde die alte Pfarrkirche und mit ihr ein großer Teil der angrenzenden Häuser des Marktes vom Heer der katholischen Liga zerstört. 1660 fiel der wieder instand gesetzte Bau erneut einem Brand zum Opfer. Bis 1687 wurde die Kirche in ihrer heutigen Form wieder aufgebaut und mit neuen Altären ausgestattet. Am 13. Juli desselben Jahres wurde sie durch den Weihbischof von Passau, Johann Maximus Steiner von Pleyfelden, feierlich eingeweiht.
In der Österreichischen Kunsttopographie wird St. Stephanus als die „vielleicht bedeutendste in Renaissanceformen gehaltene Marktkirche Oberösterreichs“ bezeichnet.
Der aufwendige Dachstuhl der Kirche ist ein technisches Kulturdenkmal. Er wurde vermutlich nach dem Kirchenbrand 1620 errichtet.

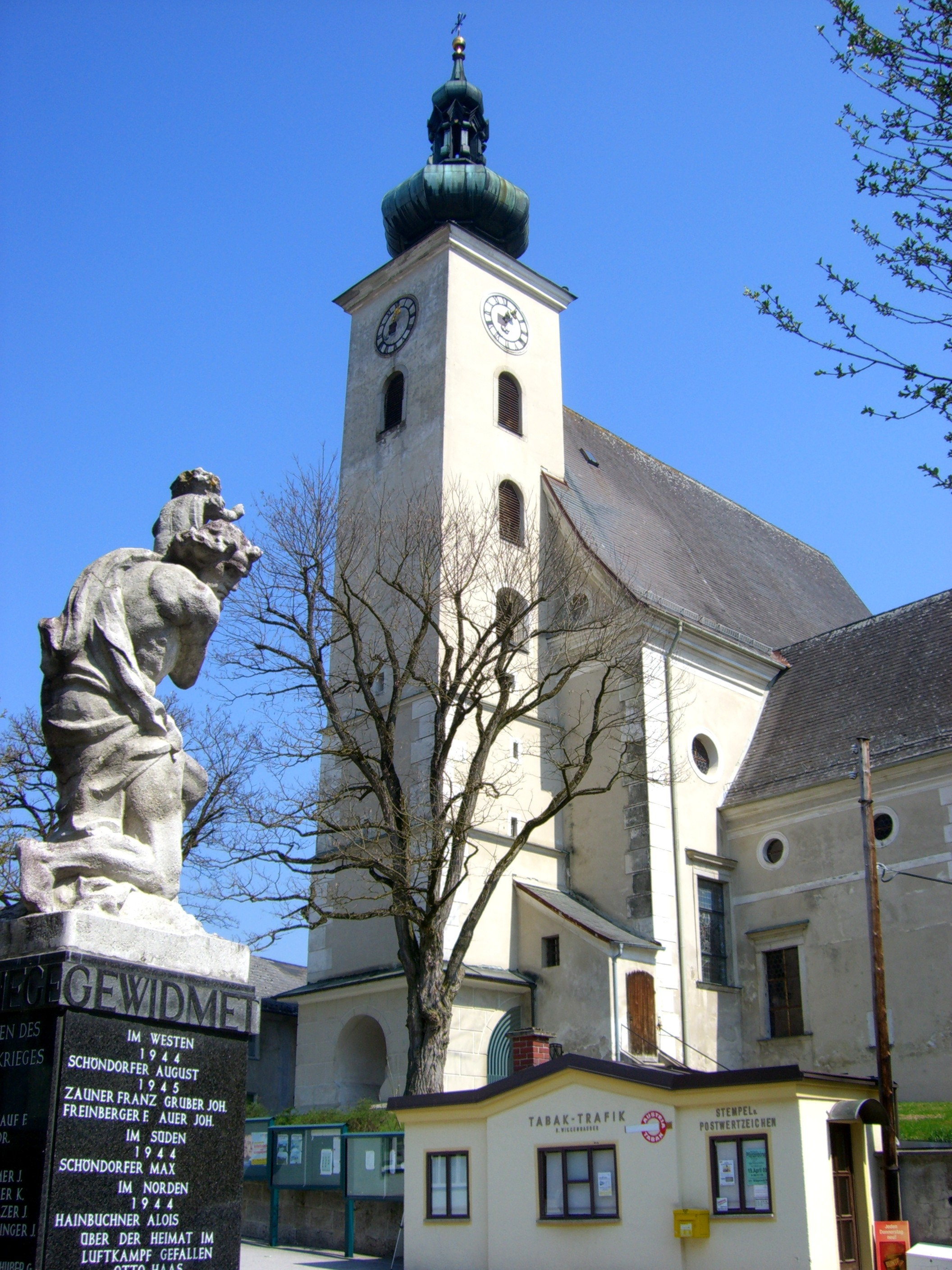
Pfarrkirche St. Stephanus (im Vordergrund: Christophorus-Statue am Marktbrunnen)

1860 wurde unter Pfarrer Franz Bogner die erste ausgedehnte Restaurierung der Pfarrkirche durchgeführt. In dieser Zeit wurde die Chorstiege im Inneren der Kirche abgetragen und von außen ein Aufgang in den Turm und die Emporekirche gebaut. Auch der Hochaltar wurde renoviert und mehrere Schnörkeleien an den Säulen entfernt.
1891 kam es zum Neubau der Sakristei und des darüber befindlichen Oratoriums. In den Jahren 1928/29 wurde die Zwiebel des Kirchturms erneuert. Früher mit Lärchenschindeln gedeckt, wurde die in ihrer Form veränderte Kuppel nun mit Kupferblech überkleidet.
In den Jahren 1964 bis 1970 erfolgte unter Pfarrer Anton Fellner eine totale Außen- und Innenrenovierung der Pfarrkirche. Das Kirchendach wurde neu mit Eternit gedeckt, der Turm und die Kirchenaußenmauern wurden neu verputzt und gefärbelt und somit der „Tarnanstrich“, der während des Zweiten Weltkriegs zum Schutz vor Bombenangriffen angebracht worden war, wieder entfernt.
Die Erneuerung der Liturgie durch das Zweite Vatikanische Konzil (1962–1965) brachte für die Innengestaltung der Pfarrkirche einige Veränderungen. 1965/66 wurde die Mensa des Hochaltares in den Hochaltar hineingeschoben und der Volksaltar wurde aufgestellt, auf dem der Priester nun zum Volk gewendet die hl. Messe feierte. Das „Speisgitter“ wurde entfernt, die Kanzel blieb zwar an ihrer alten Stelle, wird aber nicht mehr verwendet. Die Seitenkapellen werden seither zur Feier der Wochentagsgottesdienste und der Taufe sowie für Beichte und Aussprache verwendet.
In den Jahren 2012/13 erfolgte eine große Außenrenovierung und Fassadenerneuerung sowie eine Renovierung des Turmkreuzes. Die feierliche Turmkreuzsteckung erfolgte am 1. September 2013.

## Ausstattung

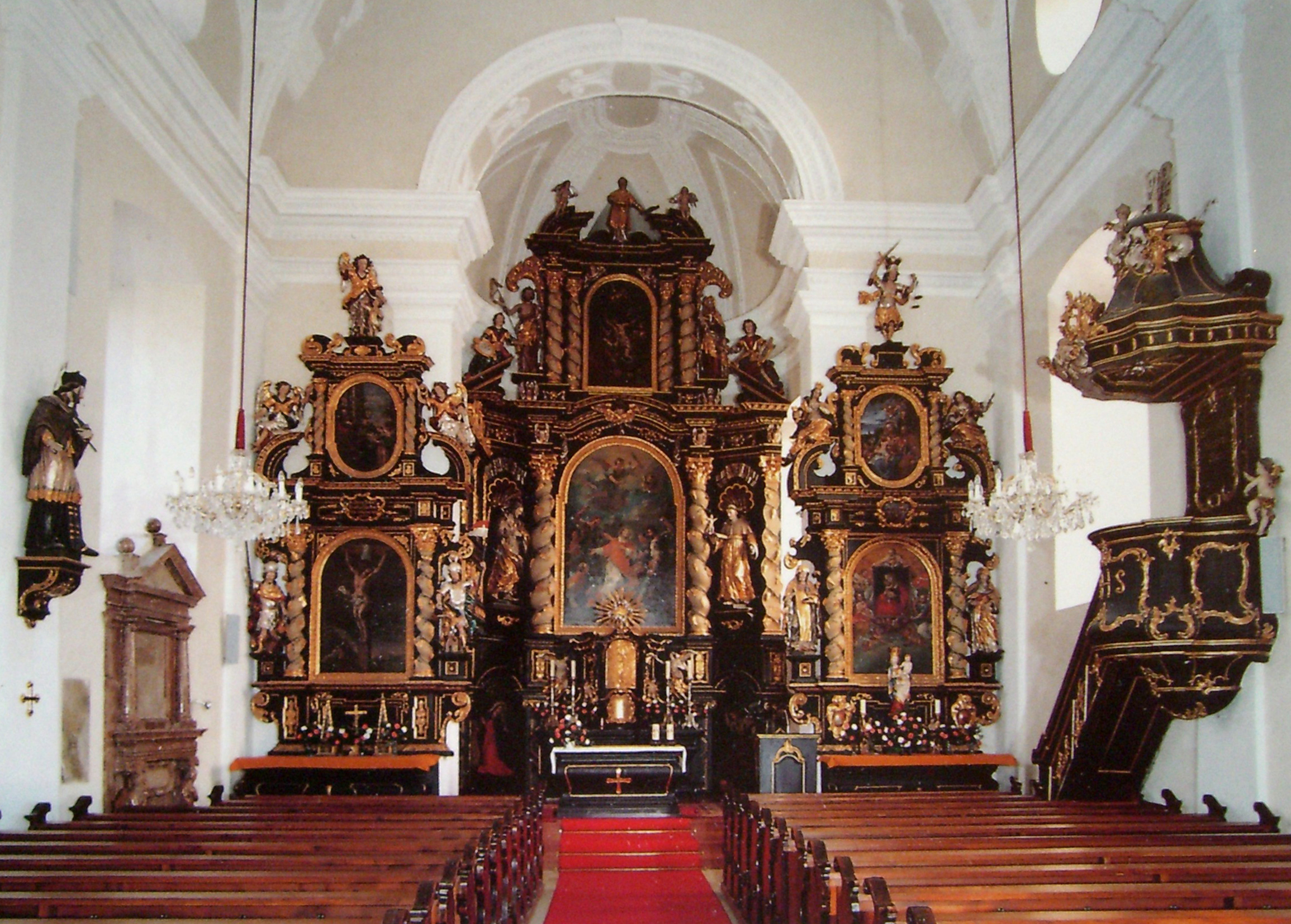
Pfarrkirche St. Stephanus Innenansicht

Der Innenraum der Kirche (28 Meter lang, 13 Meter breit und 13 Meter hoch) hat durch den Haupt- und die beiden Seitenaltäre im Knorpelstil ein harmonisches, barockes Ensemble erhalten. Das Hochaltarbild aus dem Jahre 1754 zeigt die Steinigung des hl. Stephanus und stammt aus der Hand des berühmten Bartolomeo Altomonte.
Zu beiden Seiten des Hochaltarbildes stehen überlebensgroße Statuen des hl. Josef und des hl. Antonius von Padua. Ein kleineres Bild im oberen Teil des Altares stellt den hl. Märtyrer Sebastian dar. Daneben finden sich Statuen des hl. Johannes des Täufers und der hl. Anna. Auf Wölbungen ruhen zwei Engel und die Spitze des Altares krönt die Statue des Pfarrpatrons, des hl. Diakons Stephanus. Den 1769 im Rokokostil gestalteten Tabernakel umgeben anbetende Engel.
Am Ende des verhältnismäßig kleinen Presbyteriums erheben sich zwei Seitenaltäre. Der rechtsseitige Marienaltar stammt ohne Zweifel vom Schöpfer des Hochaltares. Das Altarbild zeigt das Gnadenbild „Maria-Hilf“ von Engeln umgeben. Im kleineren Feld ist die Heilige Familie dargestellt. Die zwei Hauptstatuen an den Seiten des Altarbildes zeigen zwei heilige Ordensfrauen, die hl. Klara und die hl. Theresia von Avila. Zwei heilige Märtyrerinnen, die hl. Barbara und die hl. Apollonia, ruhen über den Kapitellen der Säulen. An der Spitze des Altares steht St. Michael mit erhobenem Schwert.
Das Altarbild des Kreuzaltars scheint ziemlich alt zu sein. Im oberen Feld des Altars sieht man Joachim, Anna und Maria. Die Statuen des hl. Georg und des hl. Florian wachen zu Seiten des hl. Kreuzes, zwei Engel sitzen zu Haupten Christi und der hl. Schutzengel hält an der höchsten Spitze des Altares seinen Schützling an der Hand.
Die Kanzel im Rokokostil stammt aus dem Jahre 1769. Gegenüber der Kanzel an der Nordwand des Langhauses, sieht man eine Statue des hl. Johannes von Nepomuk (ca. 1740). Davor befindet sich das Grabdenkmal des Jörg von Perkheim, der am 16. November 1559 starb. Es zeigt den Schlossherrn von Würting in kniender Stellung, vor ihm stehend Johannes der Täufer, der ihn auf den gekreuzigten Christus hinweist.
Die Kirche zu Offenhausen ist auch Ruhestätte weiterer Adeliger aus den Familien der Perkheimer, Seeauer und anderer Adelsgeschlechter sowie vieler verstorbener Seelsorger. So befinden sich unter den Stufen, auf denen man ins Presbyterium hinaufsteigt und unter den Stufen der beiden Seitenaltäre in der ganzen Breite der Kirche viele Grabmäler. Die Grabsteine, die vielfach als Pflaster verwendet worden waren, sind größtenteils verwischt und nicht mehr zu lesen. Als im Jahr 1904 ein neues Pflaster in der Kirche gelegt wurde, wurden einige davon herausgehoben und in der Kirchenaußenmauer angebracht.
Im Presbyterium sind links die Sakristei und das Oratorium der Herrschaft Würting. Von diesem Raum aus feierten die Schlossherren die Gottesdienste mit. Zwei Emporekirchen ruhen über dem Eingang. An der Brüstung der unteren Empore ist der Kreuzweg angebracht, die obere trägt die Orgel.
Orgel
Die alte Orgel stammte aus dem Jahr 1757. 1914 spendete die Besitzerin des Schlosses Würting, Frau Gräfin Alberti, eine neue Orgel. Das barocke Orgelgehäuse wurde seiner einmaligen Schönheit wegen belassen, an Stelle des Zifferblattes der Uhr wurde das geschnitzte Wappen der Spenderin angebracht. Die neue pneumatische zweimanualige Kegelladen-Orgel hat zehn Register. Sie stammt aus der Werkstätte von Orgelbaumeister Leopold Breinbauer in Ottensheim. 1983 wurde die Orgel durch die Firma Hartig aus Pregarten gründlich saniert.
Geläut
Beim großen Kirchenbrand 1620 wurden auch alle Glocken, die im Turm hingen, zerstört. Bedingt durch die religiösen Unruhen jener Zeit konnte erst 1652 eine erste neue Glocke angeschafft werden. Bis zum Ersten Weltkrieg bestand das Geläute der Pfarrkirche aus fünf Glocken. Die älteste, die „Beicht- oder Stephani-Glocke“ aus dem Jahr 1652, ist dem hl. Stephanus, dem Pfarrpatron geweiht. Die übrigen vier Glocken stammten aus der Zeit zwischen 1658 und 1775. 1882 und 1894 zersprangen zwei dieser Glocken und wurden durch neue ersetzt. Im Ersten Weltkrieg mussten diese vier Glocken abgeliefert werden um aus ihrem Material Waffen herzustellen.
Aufgrund der wirtschaftlich schwierigen Zeit nach dem Ersten Weltkrieg konnte erst 1936 unter Pfarrer Martin Wimmer mühsam ein neues Geläut angeschafft werden. Nur sechs Jahre später, am 2. Jänner 1942, mussten die Glocken wieder abgenommen werden, weil das Material für den Zweiten Weltkrieg benötigt wurde. Nur eine der 1936 angeschafften Glocken wurde 1948 im Metallsammellager Hamburg-Ilsenburg unversehrt aufgefunden und nach Offenhausen zurückgebracht. Auch die alte Stephani-Glocke überlebte beide Weltkriege unbeschadet und wird bis heute bei Todesfällen in der Pfarre als Sterbeglocke per Hand geläutet.
Am Palmsonntag, dem 10. April 1949, gab es unter Pfarrer Anton Fellner wieder eine Glockenweihe. Die „Heimkehrer-Glocke“ sowie drei neue Glocken der Glockengießerei Pfundner in Wien konnten unter großer Freude der ganzen Bevölkerung in den Kirchturm aufgezogen werden. Damals wurde auch ein elektrisches Läutwerk angeschafft. Das heutige vollelektrische Geläute der Pfarrkirche besteht somit aus vier Glocken: der „Großen Glocke“ (1102 kg), der „Marienglocke“ (579 kg), der „Heimkehrer-Glocke“ (443 kg) und der „Floriani-Glocke“ (245 kg).